# Aérodrome de Laon - Chambry
L’aérodrome de Laon - Chambry (code OACI : LFAF) est un aérodrome ouvert à la circulation aérienne publique (CAP), situé à 2 km au nord de Laon dans l’Aisne (région Hauts-de-France, France).
Il est utilisé pour la pratique d’activités de loisirs et de tourisme (aviation légère et parachutisme).

## Situation
| Abbeville Albert - Bray Amiens - Glisy Arras - Roclincourt Beauvais - Tillé Berck-sur-Mer Calais - Dunkerque Cambrai - Niergnies Château-Thierry - Belleau Compiègne - Margny Dunkerque - · Les Moëres Laon - Chambry Lens - Bénifontaine Lille - Lesquin Lille - Marcq-en-Barœul Maubeuge - Élesmes Merville - Calonne Montdidier Péronne - Saint-Quentin Le Plessis-Belleville Saint-Inglevert - · Les deux Caps Saint-Omer - Wizernes Saint-Quentin - Roupy Soissons - Courmelles Le Touquet- · Elizabeth II Valenciennes - Denain |

## Installations
L’aérodrome dispose de deux pistes en herbe :
- une piste orientée sud-nord (17/35) longue de 1 036 mètres et large de 100 ;
- une piste orientée est-ouest (05/23) longue de 646 mètres et large de 100.

L’aérodrome n’est pas contrôlé. Les communications s’effectuent en auto-information sur la fréquence de 123,355 MHz (fréquence partagée avec l’aérodrome de Lens - Bénifontaine).
L’avitaillement en carburant (Avgaz 100LL) est possible (Carte Total).
Une permanence est assurée tous les week-end.
Des stages de pilotage sont organisés pendant les vacances scolaires.
Journées "découvertes du Laonnois" avec des baptêmes de l'air lors du week-end de la Pentecôte. Tous les ans.

## Activités
- Aéroclub de Laon : 3 avions (1 DR220 et 2 DR400). L'aéroclub forme aux LAPL et PPL avion.
- ULM club de Laon
- Ecole de pilotage ULM Ecofly : Formation au pilotage multiaxes sur Pioneer 200 et Autogire sur Autogyro MT0 sport.